# 2483 Guinevere
2483 Guinevere (1928 QB) là một tiểu hành tinh nằm phía ngoài của vành đai chính được phát hiện ngày 17 tháng 8 năm 1928 bởi Max Wolf ở Heidelberg.